# خاما وورثي
خاما وورثي (بالإنجليزية: Christian؛ مواليد 15 أكتوبر 1986) هو مُقاتل فنون قتالية مختلطة أمريكي.

## وصلات خارجية
لا توجد روابط لمواقع التواصل الاجتماعي.

- خاما وورثي على موقع يو إف سي (الإنجليزية)
- خاما وورثي على موقع شيردوغ (الإنجليزية)
- خاما وورثي على موقع Tapology.com (الإنجليزية)